# 費爾柴爾德 (喬治亞州)
費爾紫柴爾德（英語：Fairchild）是位於美國喬治亞州塞米諾爾縣的一個非建制地區。該地的面積和人口皆未知。

## 地理
費爾紫柴爾德的座標為30°49′29″N 84°54′24″W / 30.82472°N 84.90667°W，而該地的平均海拔高度為40米（即131英尺）。